# Uddevalla tingsrätt
Uddevalla tingsrätt är en tingsrätt i Västra Götalands län, med kansli i Uddevalla. Domkretsen omfattar kommunerna Lysekil, Munkedal, Orust, Sotenäs, Stenungsund, Strömstad, Tanum, Tjörn och Uddevalla. Tingsrätten med dess domkrets ingår i domkretsen för Hovrätten för Västra Sverige.

## Administrativ historik
Vid tingsrättsreformen 1971 bildades denna tingsrätt i Uddevalla av Uddevalla rådhusrätt och häradsrätten för Sunnervikens tingslag. Domkretsen bildades av staden och tingslaget. 1971 omfattade domsagan kommunerna Lysekil, Munkedal, Sotenäs och Uddevalla.
20 september 2004 upplöstes Strömstads tingsrätt och dess rätt uppgick i denna och dess domkrets (domsaga) i denna domsaga som då tillfördes Strömstads kommun och Tanums kommun.
1 mars 2007 (4 december 2006 enligt NAD) upplöstes Stenungsunds tingsrätt och dess rätt delades mellan Uddevalla tingsrätt och Mölndals tingsrätt, huvuddelen av dess domsaga i uppgick i Uddevalla som då tillfördes Orusts kommun, Tjörns kommun och Stenungsunds kommun. Arkivhandlingar för hos Stenungsunds tingsrätt avgjorda mål återfinns numer hos Göteborgs tingsrätt.
Tidigare höll sig tingsrätten med ett tingsställe i Strömstad. Detta lades ned 2013. 

## Lagmän
- 1971–1979: Nils Berglund
- 1979–1990: Bertil Hagard
- 1990–1993: Bo Enderstein
- 1993–2012: Sverker Tell
- 2012–2016: Stefan Olsson
- 2017–2020: Lars Bjurstam
- 2021–: Johan Sanner